# Colonia Juárez (Chihuahua)
Colonia Juárez es una población del estado mexicano de Chihuahua, localizada en el municipio de Casas Grandes. Es cercanana a las ciudades de Nuevo Casas Grandes y las ruinas de Paquimé.
Colonia Juárez fue una de los muchas colonias establecidas en la región por emigrantes mormones o La Iglesia de Jesucristo de los Santos de los Últimos Días, que provenientes de Estados Unidos. Fueron autorizados por el gobierno mexicano a establecerse y desarrollar esos territorios. Con el tiempo, muchas de las antiguas colonias fueron desapareciendo. En la actualidad solo existen la Colonia Juárez y la cercana Colonia Dublán. Aun existen otras colonias como la Colonia Pacheco y la Colonia García, pero ya no están pobladas por descendientes de los colonizadores mormones.
Colonia Juárez es conocida por el cultivo de durazno y manzana, así como por sus granjas lecheras. Su principal actividad económica la agricultura. En Colonia Juárez se encuentra establecida la Academia Juárez, escuela propiedad de La Iglesia de Jesucristo de los Santos de los Últimos Días, reconocida por replicar la metodología y estilos de las escuelas estadounidenses en México. En Colonia Juárez se construyó el templo de Colonia Juárez, el primer templo de menores dimensiones, operado por la Iglesia en México, de los 11 en funcionamiento de esas características para 2013 para servicio de los fieles restauracionistas en esa región.

## Lengua y cultura

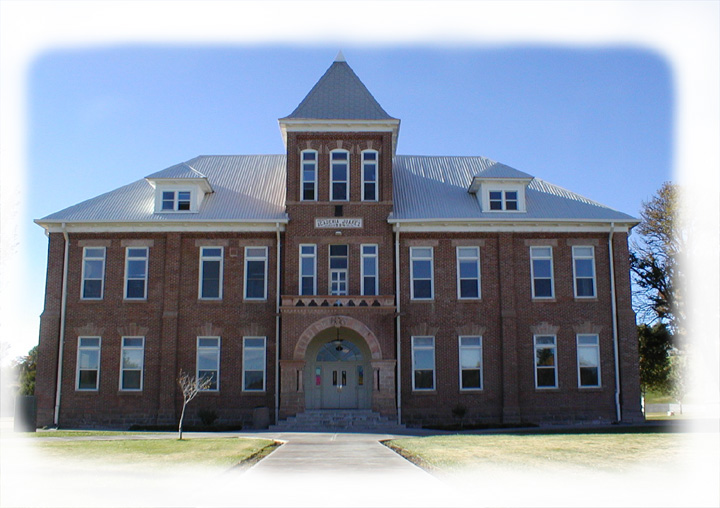
Academia Juárez

Aunque en la actualidad la Colonia Juárez es bilingüe, es una de las comunidades poco comunes en México, esta estuvo aislada la mayor parte del siglo XX. En parte se debe a ello que, a diferencia de lo que ocurriría con otros inmigrantes que se establecían en grandes centros urbanos de México, los mormones mexicanos descendientes de anglo-estadounidenses conservaron sus tradiciones, creencias y sobre todo su idioma anglosajón en comunidades rurales que es donde los lazos culturales se mantienen más fuertes.
Hoy en día la gente en Colonia Juárez todavía habla la lengua inglesa de sus bisabuelos. La lengua es un patrón determinante de la cultura, por lo tanto este tipo de comunidades desmiente que México fuera una nación homogénea.

### Sitios de interés
Templo Colonia Juárez Templo de la Iglesia de Jesucristo SUD construido en 1999 en esta comunidad, considerado el templo SUD más pequeño del mundo, en donde se realizan ceremonias los fieles de esta iglesia.
Academia Juárez edificio construido en 1904 por los colonizadores mormones; actualmente es una escuela que imparte estudios de secundaria y preparatoria, se hace notar por si singular arquitectura Victoriana de ladrillos.
Museo de Colonia Juárez. Recientemente inaugurado en 2010 en un edificio histórico construido en el siglo XIX que albergaba una antigua escuela pionera, el museo cuenta con sala de exposición y salón de actos; el museo difunde la historia del mormonismo traído por los colonizadores, presenta objetos de la vida diaria de los colonizadores y exposiciones culturales.
Centro de Historia Familiar de Colonia Juárez Este centro de consulta de antepasados se emplea para la investigación genealógica que forma parte de la fe mormona, el edificio sobre sale por su arquitectura Victoriana; así como por su valor histórico, fue construido en 1886 y podría tratarse de la edificación más antigua construida por los colonizadores y que se mantiene en uso por la iglesia.